# Changes (Faul & Wad Ad e Pnau)
Changes è un singolo del duo francese Faul & Wad Ad e del trio musicale australiano Pnau, pubblicato il 15 novembre 2013.

## Descrizione
Il brano contiene un sample di Baby del gruppo australiano Pnau del 2007. Questo brano, quindi l'originale, è stato scritto da Nick e Sam Littlemore con Peter Mayes e prodotto da Sam Littlemore.

## Successo commerciale
Il brano ha raggiunto la prima posizione in diversi Paesi, nonché la "top 10" in quasi tutta Europa.

## Video musicale
Il videoclip del brano, diretto da Felix Urbauer & Cheesecake, è stato pubblicato su YouTube nel dicembre 2013.

## Tracce
Promo
1. Changes – 3:20

Maxi CD
1. Changes (Radio Mix) – 3:22
2. Changes (Original Mix) – 5:43

## Classifiche
| Classifica (2013-2014) | Posizione raggiunta |
| ---------------------- | ------------------- |
| Austria                | 2                   |
| Belgio (Fiandre)       | 3                   |
| Belgio (Vallonia)      | 6                   |
| Francia                | 2                   |
| Germania               | 1                   |
| Italia                 | 3                   |
| Olanda                 | 15                  |
| Regno Unito            | 3                   |
| Spagna                 | 2                   |

### Classifiche di fine anno
| Classifica (2014) | Posizione |
| ----------------- | --------- |
| Italia            | 21        |